# Shatkhira
Shatkhira este un oraș din Bangladesh.